# صحبت خان
صحبت خان (به انگلیسی: Sohbat Khan) یک منطقهٔ مسکونی در پاکستان است که در ایالت بلوچستان واقع شده‌است. صحبت خان ۳۲ متر بالاتر از سطح دریا واقع شده‌است.